# Manfred Flyckt
Oskar Manfred Flyckt, född den 2 augusti 1893 i Seglora, Västergötland, död den 29 oktober 1956 i Borås, var en svensk konstnär och tecknare.

## Biografi
Han var son till soldaten och lantbrukaren Johan Andreas Flyckt och Anna Johanna Eliasson och från 1921 gift med Josefina Nilsson. Han var far till Stig, Sten, Tage, Dagmar, Sune, Sölve, och Kersti Flyckt. Han började sin yrkeskarriär som skogsarbetare och lantbrukare men tecknade och målde tavlor på egen hand från 1912. Han studerade konst för John Hedæus i Borås 1913 och fortsatte därefter vid Althins målarskola i Stockholm fram till 1915. Han studerade för Oscar Björk och Alfred Bergström vid Konsthögskolan 1916-1918 och under en studieresa till Paris 1939. Han debuterade i en utställning i Borås 1916 och har därefter medverkat i ett stort antal separat och samlingsutställningar, bland annat på Nordisk konst i Göteborg, Nordisk kunst i Århus och med konstnärssammanslutningen Klicken.
I teckningar, målningar och plaschverk skildrade han framför allt sin hemtrakt Sjuhäradsbygden och dess befolkning. Han målade bland annat landskap med gamla byggnader samt skogsmotiv. Tillsammans med författaren Ada Damm gav han ut boken Sjuhäradsbygden 1927 och tillsammans med Sven T. Kjellberg boken Göteborgsbilder 1934. 
Han var en målare med viss bredd och massivitet i komposition och uppfattning. Hans bilder av gamla västgötagårdar vittnade om äkta inlevelse och en egen personlig syn. Färgen kunde kanske ibland te sig något rå och onyanserad, men detta intryck neutraliserades av den otvetydiga ambition, som lyste igenom i hans konst, särskilt efter en tids fruktbärande parisvistelse. 
Flyckt är representerad med sina verk i Moderna museet i Stockholm, Göteborgs konstmuseum, Länsmuseet i Vänersborg, Skara museum, och Gustav VI Adolfs samling samt i Borås och Sjuhäradsbygdens konstföreningar.

## Utställningar
Flyckt visade offentligt sin konst vid utställning hos
- Borås Hantverksförening (1933),
- Göteborgs konsthall (1938),
- Färg och Form i Stockholm (1941 – 1948),
- Nordisk Konst i Århus, Danmark (1946),
- Borås konstmuseum.